# Uvbjärs naturreservat
Uvbjärs naturreservat är ett naturreservat i Falkenbergs kommun i Hallands län.
Området är naturskyddat sedan 2022 och är 18 hektar stort. Reservatet ligger sydost om Svartrå kyrka och består av en bergsrygg täckt av ekskog, med några mindre kärr och granbestånd samt även skogslind och bok. 